# Ever Fallen in Love (With Someone You Shouldn't've)
Ever Fallen in Love (With Someone You Shouldn't've Fallen in Love With) är en sång från 1978, skriven av Pete Shelley och framförd av hans band, Buzzcocks. 
År 2002 rankade musiktidningen NME låten på 17:e plats på sin lista "100 Greatest Singles Of All Time".